# Gabor Steiner
Gabor Steiner (în maghiară Steiner Gábor, n.28 mai 1858 Timișoara - 9 septembrie 1944 Beverly Hills) a fost un director de teatru, regizor, actor, impresar, editor și om de afaceri austriac, evreu născut în Banat

## Biografie

### Primii ani
Gabor Steiner s-a născut în 1858 la Timișoara ca al treilea dintre cei cinci copii ai actorului și directorului de teatru Maximilian Steiner și ai lui Rosa, născută din familia de evrei timișoreni Kollinsky.
În 1862, când avea 4 ani, s-a mutat cu familia la Viena, unde a frecventat o școală publicǎ evanghelică, apoi un subgimnaziu și un gimnaziu academic.

### Actor, apoi director de teatre la Viena
A lucrat timp de un an la o firmă de textile și a studiat actoria la Teatrul particular princiar Sulkowski, unde și-a făcut debutul în 1873. Între anii 1877-1884 a fost casierul șef al Teatrului an der Wien, în perioada când această instituție era condusă de tatăl său, și apoi de către fratele său, Franz. 
În 1882, a preluat direcția Teatrului Residenz din Hannover, unde a lucrat și ca prim-regizor, apoi s-a mutat la Dresden ca șef de birou al fratelui său care era director al Teatrului Residenz de acolo, de asemenea ca regizor si actor. Scurt timp după aceea a plecat la Berlin, unde a condus Teatrul de operetă Walhalla. După aceea a revenit la Viena unde a devenit directorul artistic al Teatrului Carl (Carltheater) din Leopoldstadt.
În anul 1887 Steiner s-a căsătorit cu balerina și cântăreața din corul teatrului tatălui său, Maria Mizzi Hollmann. În același an a înființat o agenție proprie de concerte și teatru, precum și o editură.
La nașterea fiului său, Max Steiner, nașul la botezul acestuia a fost compozitorul Richard Strauss. Gabor Steiner însuși a părăsit mai târziu rândurile comunității evreiești și s-a convertit la creștinismul luteran adoptând numele Christian. 
În 1889 a întemeiat o revistă consacrată teatrului - „Neues Theaterblatt”-  pe care a trebuit, după un an, s-o închidă din lipsă de rentabilitate.
În anul 1892 a devenit directorul Teatrului „Hans Wurst Bühne” din Rotonda Vieneză (Wiener Rotunde)

### Animator al Praterului

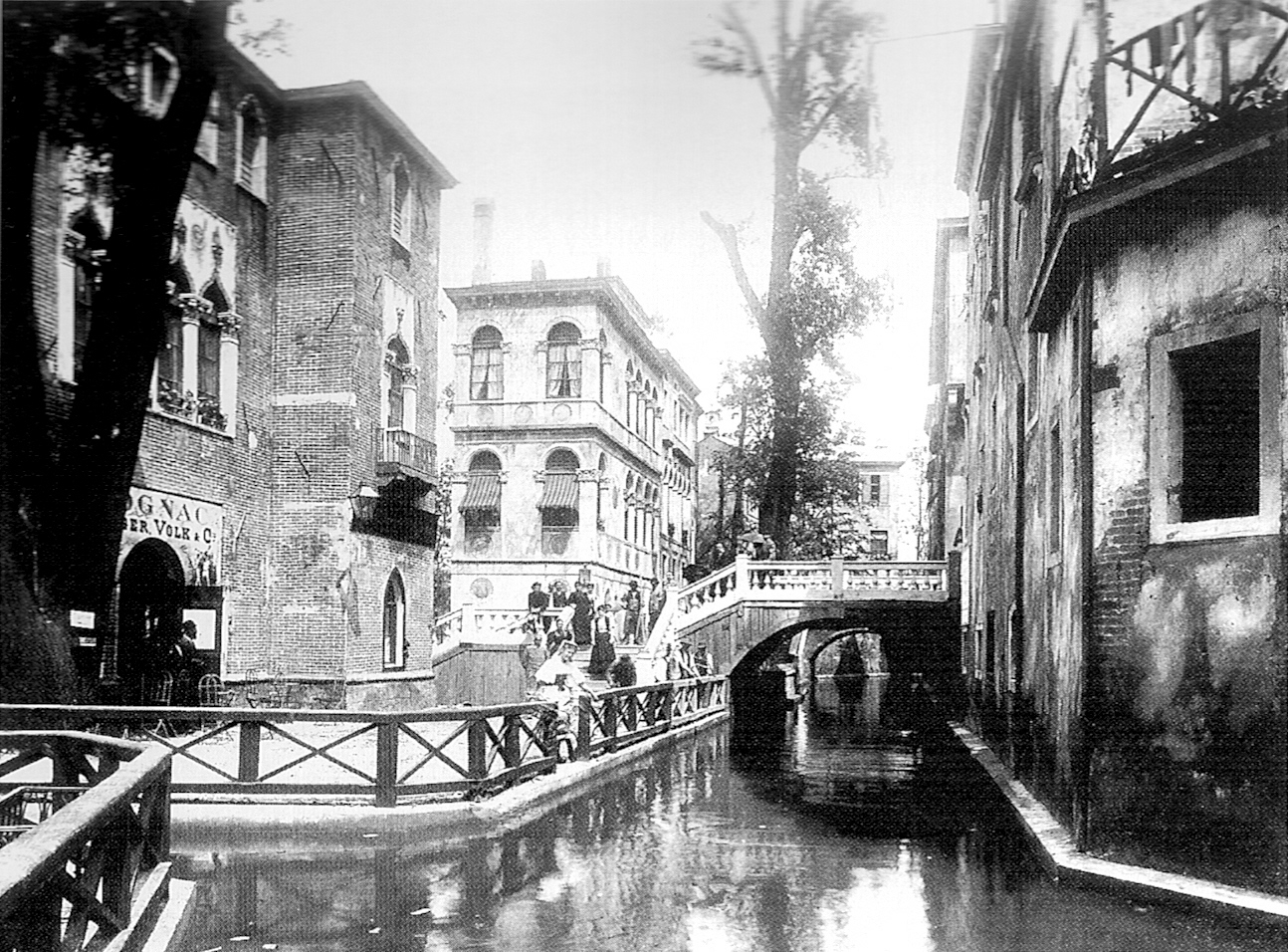
Imagine din parcul Veneția la Viena, din anul 1895

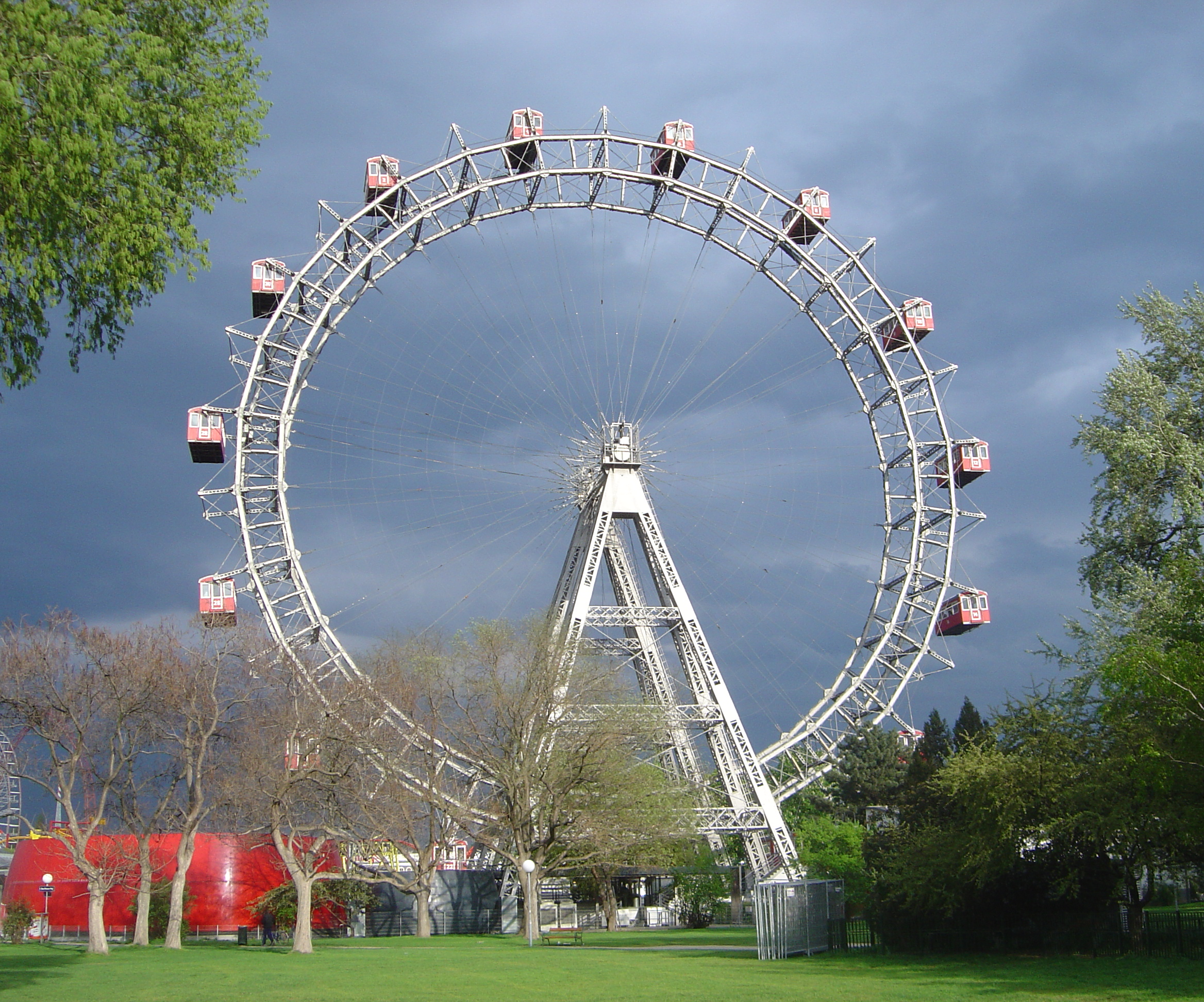
Roata gigantă Wiener Riesenrad din Prater, așa cum arată în zilele noastre

Începând din 1894, Steiner a închiriat cu 26,000 guldeni, pe zece ani, aria Kaiserwiese cu așa-numita „Grădină engleză”, la intrarea în Praterul vienez , de la compania engleză The Assets Realisation Co. și a amenajat acolo, cu concursul arhitectului Oskar Marmorek și a pictorului Ferdinand Moser, parcul de distracții „Veneția la Viena” (Venedig in Wien), care s-a deschis pentru public în 1895. Modelul acestei antreprize a fost extravaganta expoziție „Venice in London” al lui Imre Kirhály de la Sala Olympia din Londra, pe care Steiner a văzut-o mai devreme în acelaș an. De asemenea a mai deschis o sală de cinematograf, care nu a reușit financiar și un bufet cu automate. În 1897 a organizat înălțarea în Kaiserwiese (pe locul „Turnului Murano” din parcul Venedig, a vestitei roți uriașe Wiener Riesenrad. Roata a fost construită, la comanda lui Steiner, la Glasgow, de către Walter Basset ca o imitație a Roții lui Ferris de la Expoziția Universală de la Chicago din 1893. La răscrucea dintre secolele al XIX-lea și al XX-lea Gabor Steiner a devenit principalul animator al Praterului și era considerat la Viena drept un părinte spiritual al spectacolelor moderne de "revistă". În Park in Venedig s-au prezentat printre altele, creații de succes ale unor compozitori vienezi ca Oscar Straus, Franz Lehar, Josef Hellmesberger Jr., Edmund Eysler și Richard Heuberger.
În anul 1897 Steiner s-a dedicat, tot la Viena, conducerii teatrului Danzers Orpheum, consacrat atât producțiilor teatrale cât și spectacolelor de variété.  
În anul 1908 a intrat în mari dificultăți financiare, în urma costului ridicat al unor investiții și producții, printre care punerea în scenă a operetei lui Paul Lincke - „Șlagărul stagiunii”. A fost nevoit să dea faliment și să predea administrația afacerilor sale lui Hugo Fürst și lui Alfred A. Winter.
Între anii 1909-1912 Steiner a condus teatrul și hotelul Ronacher, reluând după un timp și conducerea parcului Venedig din Viena, unde iarăși a intrat în datorii și a dat faliment. În 1914 roata cea uriașă a fost oprită, și odată cu izbucnirea Primului Război Mondial Praterul a devenit o bază militară. Roata a fost în cele din urma confiscată în 1916 și scoasă la licitație. A cumpărat-o omul de afaceri evreu Eduard Steiner, care nu era înrudit cu Gabor.  Steiner a fugit din Viena deja în 1913, despărțindu-se de soție.

### O perioadă de instabilitate. Anii Primului Război Mondial și anii interbelici
După 1913 s-a stabilit temporar la Londra, apoi a trecut în Elveția, după aceea la New York, și apoi s-a întors la Viena, unde s-a proclamat între timp Republica. Spera să ajungă la conducerea Teatrului in der Josefstadt și când acest plan a eșuat, s-a consolat cu înființarea unei edituri muzicale. Dar situația sa financiară a devenit curând precară, el fiind nevoit să apeleze la ajutorul permanent al fiului său, compozitorul Max Steiner, care avea mare succes în Statele Unite ca creator de muzică de film.

### Emigrația în Statele Unite
La 7 septembrie 1938, în împrejurarile anexării Austriei la Germania nazistă, fiind evreu de origine, Steiner, care avea atunci 81 ani, s-a salvat, emigrând în Statele Unite, la fiul său. La Hollywood, s-a căsătorit cu secretara fiului său, Erna Mundelius.
Gabor Steiner a murit în 1944 la Beverly Hills, unde a fost înhumat la Cimitirul Westwood.

## Viața privată
Gabor Steiner a fost căsătorit cu Maria Mizzi Holmann, cântăreață în corul Teatrului și cu care a avut un singur copil, pe viitorul compozitor american Max Steiner.

## Premii și distincții
- Legiunea de onoare a Franței
- Ordinul imperial Franz Josef
- Ordinul Sfânta Ana al Rusiei

## In memoriam
- 1987 - Aleea Gabor Steiner din Prater, a fost denumită în memoria sa[5]